# Lexgaard
Lexgaard (dänisch Læksgårde; friesisch Leeksguurd) ist eine Gemeinde im Kreis Nordfriesland in Schleswig-Holstein.

## Geografie

### Geographische Lage
Das Gemeindegebiet von Lexgaard erstreckt sich im Naturraum der Lecker Geest, einem nordwestlich gelegenen Teilraum der Schleswigschen Geest. Durch das Gemeindegebiet fließt die Karlum Au weiter in den westlich vorgelagerten Naturraum der Nordfriesischen Marsch.

### Gemeindegliederung
Neben dem Dorf gleichen Namens liegt ebenfalls die Höfesiedlung Remp innerhalb des Gemeindegebiets.

### Nachbargemeinden
Direkt angrenzend zu Lexgaard befinden sich die Gemeindegebiete von:
|              | Süderlügum, Westre                          |        |
| Braderup     | Kompassrose, die auf Nachbargemeinden zeigt | Karlum |
| Tinningstedt |                                             |        |

## Politik

### Gemeindevertretung
Aufgrund des Rückganges der Einwohnerzahl gibt es seit der Kommunalwahl 2008 eine Gemeindeversammlung nach § 54 der schleswig-holsteinischen Gemeindeordnung. Ihr gehören alle wahlberechtigten Einwohner der Gemeinde an.

### Bürgermeisterin
In der Gemeindeversammlung am 1. Juni 2023 wurde Sandra Lorenzen wiederholt auch für die Wahlperiode 2023–2028 zur Bürgermeisterin gewählt.

## Verkehr
Die Gemeinde Lexgaard liegt im Verlauf der schleswig-holsteinischen Landesstraße 3 zwischen Klixbüll und Ladelund. Im Gemeindegebiet zweigt die Landesstraße 301 in Richtung des ländlichen Zentralorts Süderlügum ab.
Der Öffentliche Personennahverkehr im und ins Gemeindegebiet wird seit August 2019 durch einen vom Kreis Nordfriesland als Aufgabenträger geplanten Rufbusverkehr möglich. Das Gemeindegebiet zählt zum Rufbusgebiet Klanxbüll–Süderlügum. Im Gemeindegebiet befinden sich insgesamt 5 Haltestellen, die mit dem Schienenpersonennahverkehr am Bahnhof Süderlügum an der Bahnstrecke Niebüll–Tondern tagsüber im Zweistundentakt verknüpft ist. Hier verkehrt die Regionalbahn-Linie RB66 im Nahverkehrsverbund Schleswig-Holstein.